# Киршенштейн, Вильгельм Адам
Вильгельм Адам Киршенштейн (?—1705) — немецкий архитектор эпохи барокко, один из архитекторов Петропавловской крепости в Санкт-Петербурге.
Первый из иностранных архитекторов, работавший по указаниям Петра I. Приехал из Саксонии в 1699 году. Ещё во время Азовского похода отличился на строительстве укреплений. Затем был вызван в 1703 году в Петербург для участия в строительстве крепости, которую строи до самой своей смерти.
Земляная фортеция «Санкт-Питер-Бурх» была заложена 16 (27) мая 1703 года. Общая идея укреплений была сформулирована Петром, знакомым с современными ему идеями строительства крепостей в Европе, в том числе Германии. Эти идеи к тому времени получил развитие в трудах С.де Вобана. Крепость строилась по бастионной системе с «великим поспешанием». Для ускорения работ строительством бастионов руководили сам царь, а также его приближённые А. Д. Меншиков, Г. И. Головкин, Н. М. Зотов, Ю. Ю. Трубецкой и К. А. Нарышкин.
Общее наблюдение за строительством вёл немец Киршенштейн, которому приписывается вариант плана с двумя равелинами и шестью бастионами. В разработке плана принимал участие и француз Ж. Г. Ламбер.
Умер 24 июня 1705 года.